# Vladimír I.
Svatý Vladimír I. Svjatoslavič, také zvaný Vladimír I. Veliký či Vladimír Svatý (staroslověnsky Володимѣръ Свѧтославичь, Volodiměr Svjatoslavič; 958–960? – 15. července 1015, Berestovo u Kyjeva), byl jedním z nejvýznamnějších vládců středověkého státu známého jako Kyjevská Rus. Vládu získal z pozice novgorodského knížete, kdy dobyl Kyjev na svém bratru Jaropolkovi. V čele ruského státu stál od roku 980 do 1015. Z jeho panovnických činů je nejznámější christianizace Rusi, díky níž byl později, pravděpodobně v polovině 13. století, prohlášen za světce. Pravoslavná církev slaví jeho svátek 15. července.

## Nástup na trůn

Vladimírův obraz

Vladimír byl nejmladším synem knížete Svjatoslava I. z rodu Rurikovců, nenarodil se však v manželském loži. Jeho matkou byla Maluše, služebnice (klíčnice) nebo společnice kněžny Olgy , nešlo však patrně o ženu nízkého původu. Malý Vladimír vyrůstal vedle svých starších bratrů Jaropolka a Olega na babiččině dvoře, kde žila i jeho matka.
Roku 969 se kníže Svjatoslav rozhodl žít trvale na Balkáně, proto svěřil správu v té době již značně rozlehlé ruské říše svým synům. Nejstaršímu Jaropolkovi předal vládu v Kyjevě, Olegovi u Drevljanů a Vladimírovi ve vzdáleném Novgorodě, o nějž neměli jeho bratří zájem.
Po Svjatoslavově smrti v roce 972 vypukly mezi Jaropolkem a Olegem neshody, jejichž důvodem byly zřejmě řevnivost a neshody mezi jejich družiníky. Výsledkem bylo Olegovo zabití roku 977. Poté se Jaropolk ujal vlády také v drevljanské zemi. Mladičký a zatím jen málo zkušený Vladimír se obával, že jeho starší bratr má v úmyslu ho odstranit a ujmout se vlády na celé Rusi, proto raději opustil Novgorod a vydal se do Švédska pro pomoc. Jaropolk poté dosadil do Novgorodu svého místodržícího.
Stejně jako Jaropolk, toužil také Vladimír stát se jediným vládcem kyjevské říše. Roku 980 se vrátil na Rus v doprovodu najatého varjažského vojska a bez problémů se zmocnil Novgorodu. Poté dobyl Polock, kde vládl varjažský kníže Ragnvald I., zabil ho a donutil jeho dceru Rognědu, aby se za něj provdala. Zmocnit se Kyjeva nebylo těžké, neboť Jaropolk město na radu zrádného družiníka opustil. Byl však ochoten vyjednávat. Odebral se proto do Vladimírova tábora, kde ho zabili varjagové. Poté se Vladimír stal jediným vládcem Kyjevské Rusi.

## Dovršení územního budování staré Rusi
Na počátku vlády musel mladý panovník upevnit svoje postavení jak uvnitř země, tak ve vztahu k sousedům. Některé východoslovanské kmeny, které byly dosud jen tributárně připojené ke kyjevské říši, využily sporu mezi knížaty a osamostatnily se. Vladimír pokořil znovu Vjatiče a Radimiče a přinutil je opět odvádět tribut. Současně se pokusil rozšířil moc kyjevských knížat na západ a severozápad. Roku 981 připojil ke své říši Přemyšl a Červoňské hrady, obývané dříve kmeny Dulebů. Tato oblast, jíž vedly důležité obchodní stezky do střední Evropy, se pravděpodobně nacházela ve sféře vlivu českého státu Boleslava II., jehož moc tehdy sahala až do Krakova a Sandoměře. V roce 983 si Vladimír podmanil baltské Jotvingy a pravděpodobně rozšířil svůj vliv až na území, obývané ugrofinskými Esty, v ruských pramenech nazývaných Čuď. Roku 985 napadl Vladimír Volžské Bulhary. Není jasné, proč to udělal a jaké měla tato výprava důsledky. Snad se podobně jako dříve jeho otec snažil zajistit východní hranici své říše, a dát tak najevo, že Vjatiči patří do sféry vlivu Kyjeva.

## Přijetí křesťanství na Rusi
Tak byla za Vladimírovy vlády dovršena integrace kyjevského státu, zahájená koncem 9. století. Nezbytným vyústěním tohoto procesu se stala christianizace Rusi, které kyjevská knížata dlouho vzdorovala. Ani Vladimír nepočítal zpočátku s tím, že by se stal křesťanem. Koncem 10. století se však pokřtění Rusi stalo neodvratným. Otázkou bylo jen to, za jakých okolností k ní dojde. Povest vremennych let líčí, jak se kníže Vladimír I., dobře si vědom toho, že dosud uctívané pohanské kulty již zastaraly a nové poměry vyžadují změnu náboženských zvyklostí, nejprve bez úspěchu pokusil o reformu pohanského náboženství. Na vršku nad Dněprem nechal postavit jakýsi pohanský pantheon s šesti božstvy (Perunem jako hlavním bohem, Chorsem, Dažbogem, Stribogem, Semarglem, a Mokoší), zdá se však, že se toto řešení neujalo.
Poté kníže vypravil poselstva do okolních říší, aby se seznámila s různými monoteistickými systémy. Toto vyprávění se nepochybně opírá o historický základ. Vždyť ruský stát se formoval v sousedství bulharských muslimů, Chazarů vyznávajících judaismus, v neustálém kontaktu s ortodoxní Byzancí, ale i se severskými zeměmi Švédskem a Norskem, které byly dosud pohanské, a prostřednictvím misií z říše byli Rusové seznamováni také s křesťanstvím západního ritu. Rozhodujícím impulsem pro přijetí křesťanství na Rusi se nakonec staly její politické vztahy s Konstantinopolí.

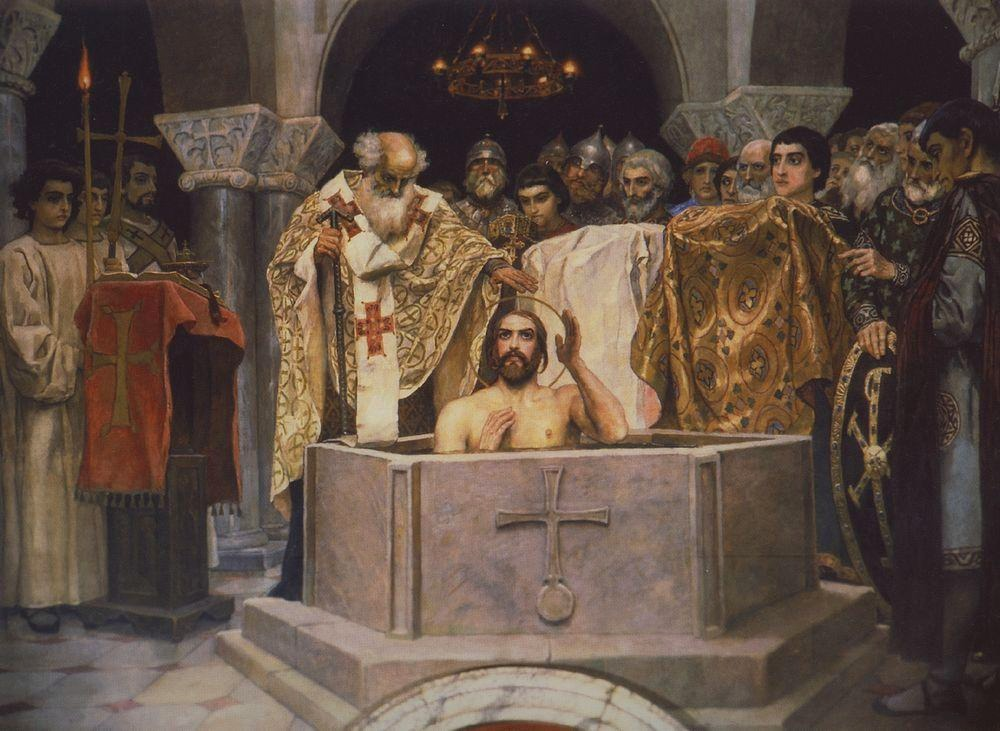
Křest Sv. Vladimíra (detail fresky)
Viktor Vasněcov, Chrám sv. Vladimíra, Kyjev

Roku 987 se na Vladimíra obrátil byzantský císař Basileios II. s žádostí, aby mu kníže poskytl na základě smlouvy z roku 971 vojenskou pomoc, která by mu umožnila potlačit vzpouru ve vojsku, vedenou usurpátory císařského trůnu. Vladimír mu poslal šest tisíc varjažských bojovníků ze své družiny, kteří již zůstali v císařových službách a vytvořili základ pro proslulou osobní panovníkovu gardu. Kníže se velmi rád zbavil bojovných družiníků, kteří mu pomohli zvítězit v boji s bratry o kyjevský trůn, ale pak se pro něj stali nepohodlnými. Za poskytnutou pomoc mu Basileios přislíbil ruku svojí sestry Anny Porfyrogennéty, o niž Vladimír požádal. Sňatek s princeznou „zrozenou v purpuru“ představoval pro barbarského pohanského vládce vysoce prestižní záležitost. Jako podmínku si císař ovšem vymínil, že Vladimír přijme křest, a to osobně i pro svoji zemi, a zřekne se všech svých manželek a stovek souložnic, ať už je Nestorovo vyprávění co do jejich počtu přehnané či nikoliv.
Vladimír byl zřejmě pokřtěn počátkem roku 988 a poté přijal na svém dvoře urozenou nevěstu. Po sňatku přikázal pokřtít veškeré kyjevské obyvatelstvo v Dněpru. Varjagové, poslaní do Byzance, významně přispěli ke zdecimování povstalců, osobně do boje vytáhl také kníže, a to proti byzantské državě Chersonésu, která se stala baštou povstalců. Město dobyl a značně vyplundroval, takže se prý už nikdy nevzpamatovalo.
Podle tradiční verze, která vychází z tzv. Korsuňské (chersonéské) legendy, tomu bylo jinak. Přestože varjagové poskytli císaři významnou pomoc, Basileios se k tomu, aby poslal sestru na drsný sever, neměl. Proto se Vladimír odhodlal k demonstraci vojenské síly a roku 989/990 obsadil Chersonnésos. Císař ustoupil a vypravil Annu na Krym. Uspokojený kníže zde přijal křest a následně oslavil svoji svatbu. Poté se novomanželé odebrali v doprovodu početného řeckého kléru do Kyjeva a dali pokřtít zdejší obyvatelstvo.
Přestože nelze podcenit vliv okázalosti východních bohoslužeb a nádhery byzantských chrámů, které nepochybně imponovaly ruské vládnoucí elitě, rozhodujícími se pro přijetí křesťanství na Rusi z Byzance staly mezinárodně politické okolnosti, za nichž již ruskému státu nehrozil podřízený vztah k říši. Naopak, křtem se Vladimír zařadil mezi evropské křesťanské panovníky, sňatkem postoupil v jejich hierarchii z hlediska byzantského protokolu dokonce před samotného západního císaře, neboť Theofano, s níž se oženil Ota II., neměla tak vysoce urozený původ jako Anna.
Brzy po svém křtu povolal Vladimír na Rus byzantské stavitele a nechal v Kyjevě vystavěn první kamenný kostel, který byl zasvěcen Zesnutí Panny Marie (Uspenskij sobor), běžně je však znám pod názvem Desátkový chrám. Nejednalo se o metropolitní katedrálu, ale o kostel, který příslušel k panovnické rezidenci a sloužil především panovníkově rodině.
Letopisec vypráví k roku 991 a 996:
| „                                      | A potom Vladimír živ byl v zákoně křesťanském. Umínil si vystavěti chrám přesvaté Boží rodičky, a posla přivedl mistry z Hřek ... I počal stavěti, a jakmile skončil stavbu, ozdobil ji obrazy a poručil ji Anasasijovi Korsuňskému, i kněze Korsuňské ustanovil, aby sloužili v ní, vzdav tu vše, co byl vzal v Korsuni, obrazy, i nádoby chrámové, i kříže ... Léta 6504 Vladimír, vida chrám dokonaný, všel do něho pomodlil se Bohu … A když se pomodlil, řekl takto: ‚Aj, daruji chrámu tomuto svaté Boží Rodičky ze jmění mého i z měst mých desátou část.‘ A napsav přísahu, položilo ji v tom chrámě, řka: ‚Jestliže kdo toho poruší, ať bude proklet.‘ | “ |
| — Nestorův letopis ruský, s. 109, 111. | |   |

V důsledku nedostatečnosti pramenné základny prakticky nevíme, jak vypadala za Vladimírovy vlády církevní organizace, jaké bylo její právní postavení nebo jak se vyvíjely v tehdejším kyjevském státě konfesijní poměry.

## Správa Rusi
Správu rozlehlého státu vykonával Vladimír s pomocí svých dvanácti synů, kteří nahradili místní knížata. Povest vremennych let k roku 988 uvádí: 
| „                                 | I posadil Vyšeslava v Novgorodě, a Izjaslava v Poloště, a Svatopluka v Turově a Jaroslava v Rostově. Když pak starší Vyšeslav v Novohradě zemřel, posadil Jaroslava v Novohradě, a Borisa v Rostově, a Gleba v Muromě, Svatoslava v Dřevích, Vševlada ve Vladiměři [Volyňském], Mstislava ve Tmutorokani. | “ |
| — Nestorův letopis ruský, s. 109. | |   |

To vedlo na jedné straně k překonávání starého kmenové rozdělení, na druhé straně nabízelo mladým knížatům prostor ke snaze o uplatnění vlastních mocenských ambicí. Problémy se začaly rýsovat již ke konci Vladimírovy vlády, ale naplno se projevily teprve po jeho smrti. Dokud kníže žil, dokázal svojí panovnickou autoritou zažehnat doutnající konflikty se svými syny a udržet si postavení samovládce. Podřizovat se autoritě velikého knížete odmítal především jeden ze starších synů Jaroslav a přestal do Kyjeva odvádět daně ve výši 2 tisíce hřiven, vybrané v Novgorodu. Vladimír se rozhodl, že syna potrestá vojenskou výpravou a začal se připravovat na tažení. Současně napadali Rus z jihu Pečeněhové, proti kterým poslal své vojsko v čele se synem Borisem. Zahájení výpravy proti Novgorodu se však již nedočkal, neboť onemocněl a brzy na to zemřel ve svém dvorci v Berestově nedaleko Kyjeva.
Vladimír I. byl po své smrti pochován v Desátkovém chrámu sv. Bohorodičky v Kyjevě, který dal sám postavit. Vlády se ujal jeho zřejmě nejstarší syn Svjatopolk.

## Děti
Děti z manželství s neznámou Češkou:
- Vyšeslav Vladimirovič – novgorodské kníže, nejstarší syn Vladimíra I.

Děti s vdovou Jaropolka I. (Julie):
- Svjatopolk Vladimirovič (988–1019)

Děti s Rognědou Polockou:
- Izjaslav Vladimirovič,
- Jaroslav I. Moudrý (987–1054),
- Vsevolod Vladimirovič,
- Mstislav Vladimirovič,
- Predslava Vladimirovna, manželka českého Boleslava III. Ryšavého a milenka polského krále Boleslava I. Chrabrého,
- Premislava Vladimirovna, od roku 1000 žena maďarského krále Ladislava Lysého,
- Mstislava Vladimirovna

Děti s Adélou:
- Mstislav Vladimirovič (990/1010–1036),
- Stanislav Vladimirovič,
- Sudislav Vladimirovič (1014–1036)

Děti s Malfriedou (dcera Boleslava II. Pobožného):
- Svjatoslav Vladimirovič

Děti s dcerou bulharského Petra II.:
- sv. Boris (1010–1015),
- sv. Gleb (1013–1015)

Děti s neznámými manželkami:
- Pozdvizd Vladimirovič,
- Maria Dobronega Vladimirovna,
- několik dcer, do roku 1018 jich žilo devět.

Historicky byl také pradědečkem českého knížete Soběslava I. i jeho starších bratří knížat Vladislava, Bořivoje a olomouckého knížete Boleslava (synů krále Vratislava, matka Svatava Polská, česká královna, babička Marie Dobroněga Kyjevská).

## Vladimír I. v umění
Kníže Vladimír I. je jednou z hlavních postav v satirické básni Karla Havlíčka Borovského, Křest svatého Vladimíra.